# Nerealizované trolejbusy Škoda
Společnost Škoda je tradičním českým výrobcem trolejbusů, jejichž výrobu zahájila v roce 1936, přičemž produkce pokračuje dodnes. V průběhu let vzniklo také množství projektů trolejbusů, které byly rozpracovány pouze v rovině návrhů a nikdy nebyly ve skutečnosti realizovány.

## Škoda 4Tr
Projekt trolejbusu 4Tr vznikl ve Škodě v roce 1942, kdy byl podnik pojmenován jako Reichswerke-Hermann-Göring A. G. Mělo se jednat o vozidlo konstrukčně navazující na první dvě série typu Škoda 3Tr, se kterými měl mít téměř shodný podvozek se třemi nápravami, karoserii (rozměry i tvar) i další vybavení jako odpružení, druhy brzd, podélné sedačky, dvoje dveře, apod. Novinkou měly být dva výkonnější kompaundní motory zapojené trvale do série, každý o výkonu 60 kW pohánějící vždy jednu zadní nápravu.
- Délka: 10 550 mm
- Šířka: 2300 mm
- Výška: 3360 mm
- Hmotnost prázdného vozu: 10 600 kg
- Maximální rychlost: 45 km /h

## Škoda 5Tr
V roce 1943 vznikl ve Škodě projekt trolejbusu 5Tr, který měl být určen pro menší města, jež v té době o zavedení trolejbusové dopravy uvažovala (např. Prostějov). Byla změněna celková koncepce vozidla, které nově mělo mít samonosnou celokovovou karoserii a dvě nápravy. Zadní tuhou nápravu měl pohánět sériový elektromotor o výkonu 65 kW, vozy měly být vybaveny pneumaticko-hydraulickou brzdou, elektrickou odporovou brzdou a parkovací brzdou. V pravé bočnici se měly nacházet dvoje dveře, uspořádání sedaček pro cestující v interiéru mohlo být jak podélné, tak příčné.
- Délka: 9100 mm
- Šířka: 2500 mm
- Výška: 3340 mm
- Hmotnost prázdného vozu: 7000 kg
- Maximální rychlost: 45 km/h
- Místa celkem: 52 (podélné uspořádání sedaček) / 50 (příčné uspořádání sedaček)
  - k sezení: 26 / 37
  - ke stání: 26 / 13

## Škoda 10Tr

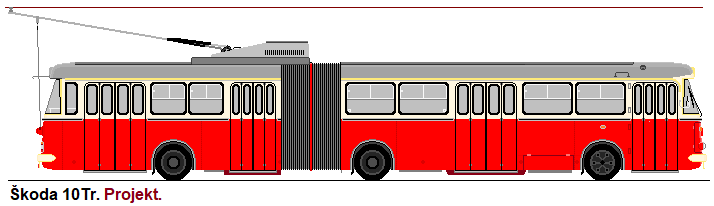
Škoda 10Tr ve čtyřdveřové verzi, nákres dle vizualizace Škody Electric

Vozy 10Tr měly být kapacitní kloubovou variantou standardního trolejbusu Škoda 9Tr. Většina dílů měla být s krátkou verzí shodná, což mělo zjednodušit údržbu. Vůz byl konstrukčně navržen na přelomu 50. a 60. let 20. století, první varianta byla odvozena z prototypu 9Tr z roku 1958, další verze již vycházely ze sériových vozů 9Tr vyráběných od roku 1960. Umístění sedaček v interiéru mělo být příčné, v pravé bočnici se měly nacházet troje nebo čtvery dveře. Trolejbus měl být poháněn dvěma sériovými elektromotory, každý o výkonu 110 kW nebo 120 kW měl pohánět vždy druhou a třetí nápravu.
- Délka: 16 000 mm
- Šířka: 2500 mm
- Výška: 3246 mm / 3251 mm
- Hmotnost prázdného vozu: 13 500 kg
- Maximální rychlost: 60 km/h
- Místa celkem: 111
  - k sezení: 33
  - ke stání: 78

## Škoda 12Tr
Pro zahraniční kupce vozů Škoda (především ze Sovětského svazu) byl ve druhé polovině 60. let 20. století navržen projekt dvou spřažených trolejbusů typu 9Tr (tzv. scepka, z ruského сцепка, souprava nebo spojení), který mohl být ovládán jediným řidičem. Samotné vozy měly být shodné s typem 9Tr, nově řešeno bylo pouze propojení obou trolejbusů v mechanické i elektrické části (řízení volantem, pomocné a řídicí obvody, aj.). Souprava mohla být v případě potřeby rozpojena a přední vůz mohl být využíván sólo; zadní vůz však ve scepce sloužil jako motorový vlek a samostatně měl pouze omezenou možnost provozu. Ačkoliv typ 12Tr nebyl ve Škodě vyráběn, provozovatelé v Sovětském svazu si obdobným způsobem trolejbusy 9Tr spojovali, přičemž v Rize se pro tyto soupravy vžilo i tovární označení 12Tr. Tímto způsobem vzniklo v SSSR přibližně 500 souprav, nejvíce v Kyjevě (okolo 300 vlaků; vůbec první z nich vyjel do provozu v březnu 1968) a v Rize (cca 100 vlaků od roku 1976). Mimo Sovětský svaz se tyto soupravy objevily ve druhé polovině 70. let pouze v počtu tří nebo čtyř kusů v bulharské Sofii.
- Délka: 23 610 mm
- Šířka: 2500 mm
- Výška: 3420 mm
- Místa celkem: 139 (dvoudveřové vozy) / 139 (třídveřové vozy)
  - k sezení: 81 / 55
  - ke stání: 58 / 84

## Škoda 13Tr
Projekt trolejbusu 13Tr byl konstrukčně zpracován v roce 1969. Mělo jít o dvounápravový trolejbus podvozkové konstrukce s laminátovou sendvičovou karoserií. Na nosný rám měly být pomocí silentbloků uchyceny panely, které se měly skládat z ocelového rámu a vnitřního a vnějšího oplechování s polyuretanovou výplní. Sedačky v interiéru měly být umístěny pouze příčně. Podle přání zákazníka mohly být v pravé bočnici troje, dvoje nebo u dálkového provedení pouze jedny dveře. Pohon měl být zajištěn stejnosměrnými elektromotory s tyristorovou pulsní regulací. Koncepce vozu (zejména jeho tvar) byl později využit u sériově vyráběného typu Škoda 14Tr.
- Délka: 10 960 mm
- Šířka: 2500 mm
- Výška: 3355 mm
- Hmotnost prázdného vozu: 8550 kg
- Max. rychlost: 65 km/h
- Místa celkem: 45 (jednodveřový) / 70 (dvoudveřový) / 69 (třídveřový)
  - k sezení: 45 / 32 / 23
  - ke stání: 0 / 38 / 46

## Škoda 16Tr
Jako Škoda 16Tr měla být ve druhé polovině 80. let označena modernizovaná verze trolejbusu 14Tr, kromě úprav elektrické výzbroje měl být pozměněn i design vozidla. Pro později realizovaný odlišný projekt modernizace typu 14Tr byl z obchodních důvodů použit název Škoda 14TrM.

## Škoda 18Tr
V rámci projektu unifikované řady vozidel MHD vyvíjené od poloviny 80. let 20. století měl být také vyráběn kloubový (dvoučlánkový) trolejbus Škoda 18Tr, který měl být odvozený od standardního vozu Škoda 17Tr a v produkci měl nahradit typ 15Tr. Konstrukčně byl navržen v roce 1985, přičemž plánovaná výroba dvou prototypu měla proběhnout v roce 1989. Projekt unifikované řady byl ale zastaven, vznikly pouze funkční vzorky a prototypy standardních trolejbusů 17Tr a autobusů Karosa B 831. Pohon měly zajišťovat dva elektromotory, každý o výkonu 100 nebo 120 kW a každý napájený z vlastního pulsního měniče. S trolejbusy Škoda 18Tr například počítal Dopravní podnik hl. m. Prahy, který již ve druhé polovině 80. let pracoval na obnovení trolejbusového provozu. K realizaci ani jednoho projektu ale nedošlo.
- Maximální rychlost: 70 km/h
- Místa celkem: 168
  - k sezení: 48
  - ke stání: 120

## Škoda 19Tr
Jako součást unifikované řady vozidel MHD z 80. let 20. století byl navržen i čtyřnápravový tříčlánkový trolejbus Škoda 19Tr se čtyřmi nebo pěti dveřmi, odvozený ze standardního vozu Škoda 17Tr. Projekt vypracovali pracovníci Škody Ostrov mimo státní zadání, které požadovalo sólo 12metrový a článkový 18metrový vůz. Trolejbus 19Tr měl být vybaven dvěma elektromotory, každý o výkonu 100 kW nebo 120 kW. Míra unifikace s ostatními vozidly této řady by však nebyla tak vysoká, proto nebylo v dalších pracích na projektu pokračováno.
- Délka: 24 m

## Škoda 20Tr

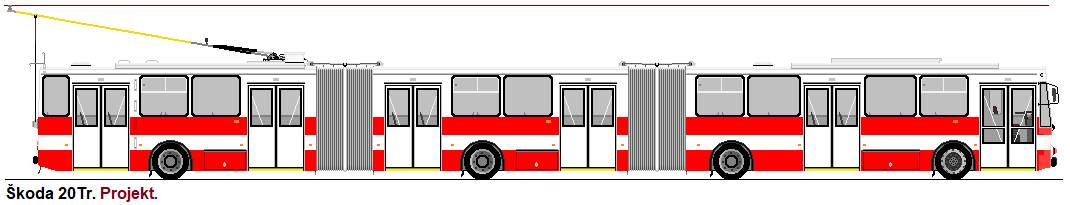
Škoda 20Tr, nákres dle vizualizace Škody Electric

Škoda 20Tr byl projekt tříčlánkového trolejbusu odvozeného z typu 14Tr. Měl být vybaven dvěma elektromotory, každý o výkonu 100 kW. Po konstrukční stránce se mělo jednat o čtyřnápravový trolejbus vycházející z tehdy připravovaného kloubového typu 15Tr, mezi jehož dva články měl být vložen speciální třetí článek s jednou běžnou nápravou a jedněmi dveřmi. Toto vysokokapacitní vozidlo mělo být určeno pro provozovatele v Sovětském svazu jako náhrada za tehdy rovněž připravovaný trolejbusový vlak Škoda TV – 14Tr; sovětské dopravní podniky ale toto řešení odmítly. Studie, později označená jako 20Tr, vznikla v roce 1983.
- Délka: 23 m

- Místa celkem: 185–200

## Škoda 23Tr

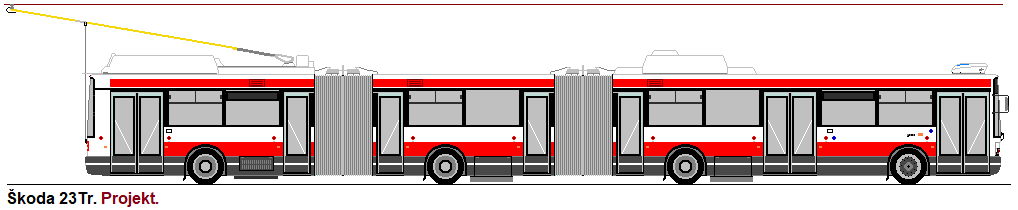
Škoda 23Tr, nákres dle vizualizace Škody Electric

Návrh tříčlánkového nízkopodlažního trolejbusu odvozeného z typu Škoda 21Tr měl být označen jako 23Tr. Pohon měly zajišťovat dva elektromotory, každý o výkonu 140–175 kW. Čtyřnápravové vozidlo se dvěma hnacími nápravami a sedmi dveřmi (z toho čtyřmi jednokřídlými) bylo v roce 1991 nabídnuto pražskému Dopravnímu podniku, jenž tehdy přemýšlel o obnově trolejbusové sítě. K realizací ani jednoho projektu ale nedošlo.
- Délka: 23 900 mm

## Škoda 29Tr
Označení Škoda 29Tr bylo od roku 2010 určeno pro projekt tříčlánkového vozu. Konstrukce pohonu dvoukloubového trolejbusu bez určení výrobce karoserie byla Škodou řešena od roku 2012.

## Škoda 34Tr
Využití označení Škoda 34Tr nebylo veřejnosti prezentováno.

## Škoda 37Tr
Využití označení Škoda 37Tr nebylo veřejnosti prezentováno.

## Další projekty
Za druhé světové války byly zpracovány návrhy dalších trolejbusů. V roce 1940 byl navržen dvounápravový trolejbus podvozkové konstrukce s rámem pro Bratislavu, později vznikl i projekt pro Zlín, který se vzhledově podobal dodaným vozům typu FBW-BBC.
Pro venezuelské hlavní město Caracas byl v roce 1947 konstrukčně zpracován trolejbus s označením „Venezuela“. Mělo se jednat o dvounápravový malý (délka 8150 mm, šířka 2050 mm) trolejbus se dvěma dvoukřídlými dveřmi v pravé bočnici. Sedadla pro cestující měla být uspořádána příčně.